# O記實錄
《O記實錄》（英語：The Criminal Investigator）是香港電視廣播有限公司製播的時裝警匪電視劇，全劇共22集，監製戚其義，此劇為《O記實錄》系列第1輯。

## 演員表

### 王家
| 演員   | 角色     | 關係/暱稱 |
| 黃日華 | 王志淙   | O記沙展（SGT11714） 後升為O記幫辦（IP11714） 王康貴、王黎潔如之子 王明慧之兄 林永泰之同事兼舅仔 伍頌蓮之舊同學兼丈夫 于12集調離O記，調往尖沙咀分區刑事調查隊 于16集自願擔任臥底 于19集調回O記 |
| 郭可盈 | 霍伍頌蓮 | Kenes 霍耀祖之前妻 王康貴、王黎潔如之家嫂 王明慧、林永泰之大嫂 王志淙之舊同學兼妻子 |
| 劉兆銘 | 王康貴   | 黎潔如之夫 王志淙、王明慧之父 伍頌蓮之老爺 林永泰之外父 |
| 白 茵  | 王黎潔如 | 王康貴之妻 王志淙、王明慧之母 伍頌蓮之奶奶 林永泰之外母 |

### 林家
| 演員   | 角色     | 關係/暱稱                                                                                                   |
| 陳錦鴻 | 林永泰   | O記沙展 林森、林何美瑛之子 樊亦珊之前男友 王明慧之夫 王志淙同事 與林森不和 後和好                           |
| 趙學而 | 王明慧   | Bonnie 慧慧 時裝設計師 王康貴、王黎潔如之女 王志淙之妹 Gary Lambert之前女友 林永泰之妻 林森、林何美瑛之家嫂 |
| 蔡國慶 | 林 森    | CID 尖沙咀分區刑事調查隊警長，何美瑛之夫 林永泰之父 王明慧之老爺                                            |
| 蘇杏璇 | 林何美瑛 | 林森之妻 林永泰之母 王明慧之奶奶                                                                            |

### 霍家
| 演員   | 角色     | 關係/暱稱                                                                           |
| 梁健平 | 霍耀祖   | 伍頌蓮前夫                                                                          |
| 郭可盈 | 霍伍頌蓮 | Kenes 霍耀祖之前妻 王康貴、王黎潔如之家嫂 王明慧、林永泰之大嫂 王志淙之舊同學兼妻子 |
| 楚 原  | 霍爵士   |                                                                                     |
| 梁舜燕 | 霍 太    |                                                                                     |

### 皇家香港警察
| 演員   | 角色            | 關係/暱稱 |
| 黃日華 | 王志淙          | 參見王家 |
| 陳錦鴻 | 林永泰          | 參見林家 |
| 王 偉  | 何鎮洋          | 總警司，有組織罪案及三合會調查課（OCTG，Organised Crime & Triad Group）參事 下轄有組織罪案及三合會調查科（OCTB）及刑事情報科（CIB） 陳桂、吳國兆上司 |
| 蔡國權 | 陳 桂           | 警司，有組織罪案及三合會調查科A組主管 Jeff 余靖允男友 吳國兆、王志淙、林永泰、司徒文安、葉輝、朱日隆、貓屎上司 18集被恐龍槍擊中槍住院 |
| 陳榮峻 | 吳國兆          | 高級督察，有組織罪案及三合會調查科A1-1組主管 Teddy 陳桂下屬，針對王志淙 王志淙、林永泰、司徒文安、葉輝、朱日隆、貓屎上司 傅婷前男友，曾追求伍頌蓮 偵破胡世傑安置炸彈案 為人心胸狹窄，但具才幹，後盜用公款，同時借高利貸致走投無路，企圖侵犯伍頌蓮，為警方拘控保釋後精神失常，串謀小路行劫，最終落網 參見小路械劫集團 |
| 馬德鐘 | 司徒文安        | 吳國兆、陳桂下屬 |
| 林敬剛 | 葉 輝           | 妹頭 吳國兆、陳桂下屬 第11集中彈殉職 |
| 虞天偉 | 朱日隆          | 隆叔 吳國兆、陳桂下屬 |
| 沈寶思 | 胡守法          | 貓屎 吳國兆、陳桂下屬 |
| 陸應康 | 劉Sir           | 警司，有組織罪案及三合會調查科C組主管 |
| 李成昌 | 周家祥          | 警察（黑警），灣仔分區刑事調查隊探員，後被捕 |
| 黃成想 | 譚Sir           | Eric 警司，有組織罪案及三合會調查科B組主管 |
| 李煌生 | 李Sir           | Kevin 警司，有組織罪案及三合會調查科D組主管 |
| 梁克信 | 趙sir           | 尖沙咀分區刑事調查隊主管 |
| 博 君  | 水 哥           | 尖沙咀分區刑事調查隊探員 |
| 方 傑  | 張Sir           | 灣仔分區刑事調查隊主管 |
| 吳文偉 | 徐沛霖          | 徐師奶 吳國兆、陳桂下屬 |
| 文潔雲 | 十三姨          | 尖沙咀分區刑事調查隊探員 |
| 麥嘉倫 | 周健良          | 軍裝巡邏小隊警員 遭陳之如詐騙，後勒索，導致數次借高利貸，走投無路下將佩槍以「搶警槍」形式抵押予高利貸 |
| 溫文英 | CID/CID乙       | |
| 湯俊明 | CID/CID甲/便 衣 | |
| 何掌君 | CID             | |

### 洪興社（第1集）
| 演員   | 角色   | 關係/暱稱                                                          |
| 郭政鴻 | 楊兆慶 | 洪興社堂主 與周家祥勾結 胡超天敵 被周家祥槍殺                      |
| 王偉樑 | 大昏迷 | 洪興社紅棍 楊兆慶手下 知悉周家祥槍殺楊兆慶後，前往南丫島復仇，失敗 |
| 鄧汝超 | 小 丙  | 洪興社紅棍 楊兆慶手下 知悉周家祥槍殺楊兆慶後，前往南丫島復仇，失敗 |
|        | 江天強 | 洪興社紅棍 楊兆慶手下 富貴仔老大                                   |
| 黃煒林 | 富貴仔 | 洪興社成員 江天強手下 因亂找楊兆慶「認大佬」，被痛毆               |
| 陳志雄 |        | 洪興社叔父 主持楊兆慶喪禮，與何鎮洋對質                            |
| 黃仲匡 |        | 洪興社成員 富貴仔手下                                              |
| 郭卓樺 |        | 洪興社成員 富貴仔手下                                              |
| 韋先倫 |        | 洪興社成員 富貴仔手下                                              |

### 潮州旗兵械劫集團（第1-4集）
| 演員   | 角色     | 關係/暱稱 |
| 鄭家生 | 哥士的   | 械劫集團接頭人，杜文「白手套」 與周家祥勾結 後受王志淙感化，成為好友，指證杜文 後成為王志淙線人 為報復吳國兆針對王志淙，於後巷暗打吳國兆 |
| 薛純基 | 李 鳴    | 汕頭旗兵 哥士的手下 被捕 |
| 陳 軼  | 阿鋒     | 汕頭旗兵 哥士的手下 被捕 |
| 崔 健  | 阿東     | 汕頭旗兵 哥士的手下 被捕 |
| 葉 勇  | 阿放     | 汕頭旗兵 哥士的手下 被捕 |
| 陳紹華 | 馬華幹   | 外號「扯火」 汕頭旗兵 好色，除械劫外，在港多次姦殺女性 懷疑姑母通報警方，槍殺之 於警方圍捕時，向林永泰射擊 被林森打至內出血              |
| 羅鎮岳 | 杜 文    | 械劫集團幕後指使人 被哥士的指證入罪 |
| 陳鳳冰 | 扯火姑媽 | 被扯火槍殺 |
| 吳列華 | 售貨員   | |
| 蕭玉燕 |          | 被扯火強姦，後來自殺 |
| 黃凱詩 | 情侶甲   | |
| 朱樂輝 | 情侶乙   | |
| 楊瑞麟 | 陳醫生   | 樊燕珊之未婚夫 |

### 非法車輛盜竊及賽車集團（第4-7集）
| 演員   | 角色   | 關係/暱稱 |
| 戴耀明 | 紅威寶 | 藍威寶拍檔 羅強手下 擅長改裝車輛 為人重義氣                                                                             |
| 黃智賢 | 藍威寶 | 紅威寶拍檔 羅強手下 右腳殘疾，但為專業車手 因不慎撞死交通警關炳榮 被王志淙拘捕時無法接受，後受其感化 最終自首，被判誤殺 |
| 羅 維  |        | 大強手下 |
| 關 菁  | 羅 強  | 大強 表面為車店東主，實際經營偷車勾當 警方準備圍捕前，逃跑成功                                                          |
| 劉文俊 | 大口B  | 車手 為人囂張，針對藍威寶 後被王志淙戲弄                                                                                |
| 鍾國強 | 鍾老闆 | |
| 洪一鳴 | 一 鳥  | 車手 臥底警察 |

### 羅偉傑綁架案犯罪集團（第7-9集）
| 演員   | 角色         | 關係/暱稱                                                                  |
| 謝子峰 | 羅偉傑       | 富商羅金勝之子 被俊、溫信全等人綁架 被何鎮洋、陳桂等於西貢救出             |
| 羅君左 | 阿 俊        | 作家 溫信全、李湯美友人 綁架案主謀 後被捕                                  |
| 張漢斌 | Tommy/李湯美 | 溫信全、俊友人，的士司機 綁架案共謀，事成後欲逃往臺灣，失敗                |
| 黃振寧 | 溫信全       | 士多東主 李湯美、俊友人 因欠債，故與俊等共謀綁架案，事成後欲逃往臺灣，失敗 |
| 羅樂林 | 羅金勝       |                                                                            |
| 劉桂芳 | 羅金勝妻     |                                                                            |
| 孫季卿 | 貴朋友       |                                                                            |
| 區 嶽  | 貴朋友       |                                                                            |
| 何璧堅 | 貴朋友       |                                                                            |
| 譚一清 | 九 叔        |                                                                            |
| 鄭英龍 | 雄 頭        | 偷拿贖金，以為發財，全被警察拘捕。                                         |
| 張宏偉 | 華 B         | 偷拿贖金，以為發財，全被警察拘捕。                                         |
| 石     | 村 民        |                                                                            |
| 郭德信 | 鄧議員       |                                                                            |
| 黎秀英 | 村 民        |                                                                            |
| 馮瑞珍 | 圖書管理員   |                                                                            |

### 馬氏家族（第10-13集）
| 演員   | 角色              | 關係/暱稱 |
| 夏 萍  |                   | 馬正、馬金玉之母 馬氏家族家長 針對Stephen，不滿馬金玉指證馬正，心臟病發身亡                                                 |
| 戴志偉 | 馬 正             | 馬金玉之兄 馬氏家族首領 性格暴戾，槍殺peter、肥強、Stephen 少年時曾侵犯馬金玉 兩度成功脫罪，最終於12集被馬金玉槍殺          |
| 梁少狄 | 肥 強             | 馬正手下 出賣馬正，被槍殺。                                                                                                 |
| 王啟德 | Peter             | 肥強手下 本於法庭指證馬正，但因馬正脅持其父，被迫作假口供，令馬正脫罪 馬正脫罪後，秋後算計，被其槍殺                        |
| 王維德 | 李志仁            | Stephen 馬金玉丈夫 律師 協助馬正脫罪，于第10集被馬正懷疑與警方通訊，被其槍殺                                                |
| 蘇玉華 | 馬金玉            | Stephen之妻 馬正之妹 與馬氏家族劃清界線，非犯罪成員 因Stephen被殺而報復，在無法指證馬正後，選擇趁機搶奪王志淙佩槍，槍殺馬正 |
| 凌 漢  | 天 叔             | 馬氏家族叔父 馬正死後，與麥七、炳哥協調，制止秩序惡化                                                                       |
| 李海生 | 麥 七             | 馬氏家族叔父 馬正死後，與天叔、炳哥協調，制止秩序惡化                                                                       |
| 呂劍光 | 炳 哥             | 馬氏家族叔父 馬正死後，與天叔、麥七協調，制止秩序惡化 向陳桂保證宗親會於24小時後不再作亂                                    |
| 尹健榮 | 四眼標            | 馬正手下 |
| 張俊華 | 馬正手下/正手下乙 | 馬正手下 |
| 簡俊然 | 馬正手下/正手下甲 | 馬正手下 逃跑時槍殺葉輝 |

### 伴遊招募詐騙集團（第14-15集）
| 演員   | 角色   | 關係/暱稱                                                                                                |
| 黃文標 | 陳之如 | 集團首腦 通過伴遊招募，進行詐騙勒索 後被捕                                                               |
| 陳志恆 |        | 陳助手 通過伴遊招募，進行詐騙勒索 後被捕                                                                 |
| 宋憲樺 |        | 攝影師 通過伴遊招募，進行詐騙勒索 後被捕                                                                 |
| 李錦明 |        | 伴遊 通過伴遊招募，被詐騙勒索                                                                            |
| 江德華 |        | 伴遊 通過伴遊招募，被詐騙勒索                                                                            |
| 鄧煜榮 |        | 伴遊 通過伴遊招募，被詐騙勒索                                                                            |
| 陳展鵬 | 胡世傑 | 通過伴遊招募，但中途陳之如被捕，故未被詐騙勒索 另因與地產公司經理有感情糾紛，遂於地產公司放置炸藥 後被捕 |

### 小路械劫集團（第16-20集）
| 演員   | 角色   | 關係/暱稱                                                                                               |
| 古明華 | 小 路  | 集團首腦，悍匪 槍殺Funky 後被林永泰槍殺                                                                 |
| 游 飆  | 小 黃  | 旗兵，小路表弟 被特別任務連射殺                                                                         |
| 江明輝 | 恐 龍  | 旗兵，小路手下 個性衝動，於金行劫案槍傷陳桂 殺害兩名人質，被特別任務連射殺                              |
| 何金靈 | 福 水  | 旗兵，小路手下 槍傷陳桂 被人質盲婆感化，自首                                                            |
| 李耀敬 | 土 炮  | 旗兵，小路手下 槍傷林森 後被捕，但成功重創拘留所警員後逃脫 潛回梅理大樓，欲殺王志淙，糾纏間被王志淙槍殺 |
| 梁榮忠 | 刘永超 | Funky 集團成員 實際為臥底探員 後因身份被揭穿，被小路槍殺                                                |
| 黃日華 | 王志淙 | 集團成員 實際為臥底探員 參見皇家香港警察                                                                |
| 陳榮峻 | 吳國兆 | 集團臨時成員 參見皇家香港警察                                                                           |

### 其他演員
| 演員   | 角色         | 關係/暱稱            |
| 黃天鐸 |              | 王明慧老闆           |
| 何潔珊 |              | 模特兒               |
| 鄧麗雯 |              | 模特兒               |
| 趙美裕 |              | 模特兒               |
| 鍾潔儀 | 鍾 莉        |                      |
| 蔡劍雪 |              |                      |
| 朱偉達 |              |                      |
| 郭少芸 | 脫星阿玲     |                      |
| 陳寶玲 | 玲媬姆       |                      |
| 李桂英 | 蘇嘉敏       |                      |
| 陳狄克 | 胡 超        |                      |
| 戴少民 |              |                      |
| 陳詠文 | 囡 囡        |                      |
| 蔡雲霞 |              | 暗戀 王志淙          |
| 曾慧雲 |              |                      |
| 樊亦敏 | 樊燕珊       | 林永泰前女友         |
| 林漪娸 | 余靖允       | 律師 陳桂女友        |
| 河國榮 |              | 林仔 王明慧前男友    |
| 陳中堅 | 法 官        |                      |
| 艾 威  |              |                      |
| 伍文生 |              |                      |
| 何美好 | 哥士的女友   |                      |
| 梁雪湄 | 髮型屋櫃面   |                      |
| 林嘉麗 | 阿           |                      |
| 張詩韻 | 秘書         |                      |
| 黃清榕 | 女護士       |                      |
| 蔡剑雪 | Connie       | 叶辉之女友           |
| 梁詠琳 | 傅 婷        | 前女友               |
| 鍾潔怡 | 祖女友       |                      |
| 劉超凡 | 地產公司經理 | 與胡世傑有同性戀關係 |
| 陳燕航 | 職員甲       |                      |
| 劉鳳婷 | 職員乙       |                      |
| 朱孝儀 | 鑑証員       |                      |
| 歐耀興 |              |                      |
| 朱樂輝 |              |                      |
| 廖麗麗 | 史夫人       |                      |
| 何掌君 | CID乙        |                      |
| 陳彥行 | 私鐘妹A      |                      |
| 譚寶珊 | 私鐘妹B      |                      |
| 黎 宣  | 盲 婆        |                      |

## 收視
以下為該劇於香港無綫電視翡翠台之收視紀錄：
| 週次 | 集數  | 日期                  | 平均收視            | 收視百分比 |
| ---- | ----- | --------------------- | ------------------- | ---------- |
| 1    | 01-05 | 1995年7月3日-7月7日   | 29點（162.7萬觀眾） | 71%        |
| 2    | 06-10 | 1995年7月10日-7月14日 | 32點（176.4萬觀眾） | 78%        |
| 3    | 11-15 | 1995年7月17日-7月21日 | 31點（173.5萬觀眾） | 78%        |
| 4    | 16-20 | 1995年7月24日-7月28日 | 31點（173.6萬觀眾） |            |
| 4    | 21-22 | 1995年7月29日         | 21點（約127萬觀眾） | 62%        |

- 由於1995年7月29日播放兩集大結局當晚對撼1995亞洲小姐競選準決賽，當晚收視徧低，無線於1995年8月4日午夜12時重播大結局，當晩收視7點(約39萬觀眾)。

## 軼事
本劇監製戚其義的名字曾多次出現於此劇中：
- 其中一幕男主角王志淙向名叫「戚其義」的舊同學打招呼，示意將會一起玩撲克牌後，便對其妻伍頌蓮說：「佢係魚腩嚟㗎！」
- 故事中曾出現一位叫「阿戚」（戚其義暱稱）的工作人員。
- 故事中一場賽馬比賽，曾出現戚其義的名字。

## 重播
| 日期                          | 頻道        |
| ----------------------------- | ----------- |
| 1998年7月28日至1998年8月12日  | 翡翠台      |
| 2003年7月15日至2003年8月16日  | 翡翠台      |
| 2023年10月2日至2023年10月13日 | TVB星河頻道 |

## 電視節目的變遷
| 香港無綫電視翡翠台 星期一至五 第二線劇集 21:05-22:05 | 香港無綫電視翡翠台 星期一至五 第二線劇集 21:05-22:05 | 香港無綫電視翡翠台 星期一至五 第二線劇集 21:05-22:05 |
| ---------------------------------------------------- | ---------------------------------------------------- | ---------------------------------------------------- |
|                                                      | O記實錄 （1995.07.03 - 1995.07.29）                  |                                                      |
| 水餃皇后 （1995.06.05 - 1995.06.30）                 | 神鵰俠侶 （1995.07.31 - 1995.09.09）                 |                                                      |

## 外部連結
- 無綫電視官方網頁（TVBI） – O記實錄